# Galeriegräber von Schmerlecke

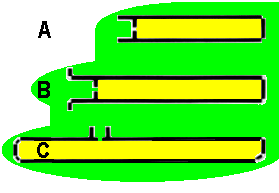
Grundrisse von Galerien am Beispiel dreier Anlagen aus der Nekropole von Warburg

Die Galeriegräber von Schmerlecke liegen westlich von Erwitte in der Soester Börde, im Kreis Soest in Nordrhein-Westfalen.
Die Anlagen gehören zur sogenannten „Soester Gruppe“, in der lößreichen Börde. Ihr werden die Galerien von Hiddingsen, Ostönnen, Schmerlecke (drei Anlagen), Uelde und Völlinghausen zugerechnet. Die Entdeckungsgeschichte des Fundplatzes beginnt im Jahre 1880. 
In Schmerlecke befinden sich mitten im Feld an der L 856 (ehemals Bundesstraße 1) drei Galeriegräber. Sie wurden in der Jungsteinzeit aus großen ortsfremden Kalksteinplatten errichtet. Die Galeriegräber sind zwischen 3500 v. Chr. und 2800 v. Chr. von den Trägern der Trichterbecherkultur (TBK) errichtet und genutzt worden.
Verglichen mit zeitgleichen Gräbern der TBK in Norddeutschland wurden den Toten in Schmerlecke wenig Beigaben mitgegeben. Doch brachten die Ausgräber durchlochte Tierzähne und Hälften von Wildtierunterkiefern, in geringer Anzahl auch Bernstein- und Kupferschmuck, Pfeilspitzen und Feuersteinklingen, Felsgesteingeräte wie Äxte und Beile und Knochengeräte wie Meißel und Pfrieme ans Tageslicht.
Die Funde von Hiddingsen und Schmerlecke finden besondere Berücksichtigung im Rahmen des „Wegs der großen Steine“ der westfälischen Etappe der „European Route of Megalithic Culture“, eines Kulturwegs des Europarats.

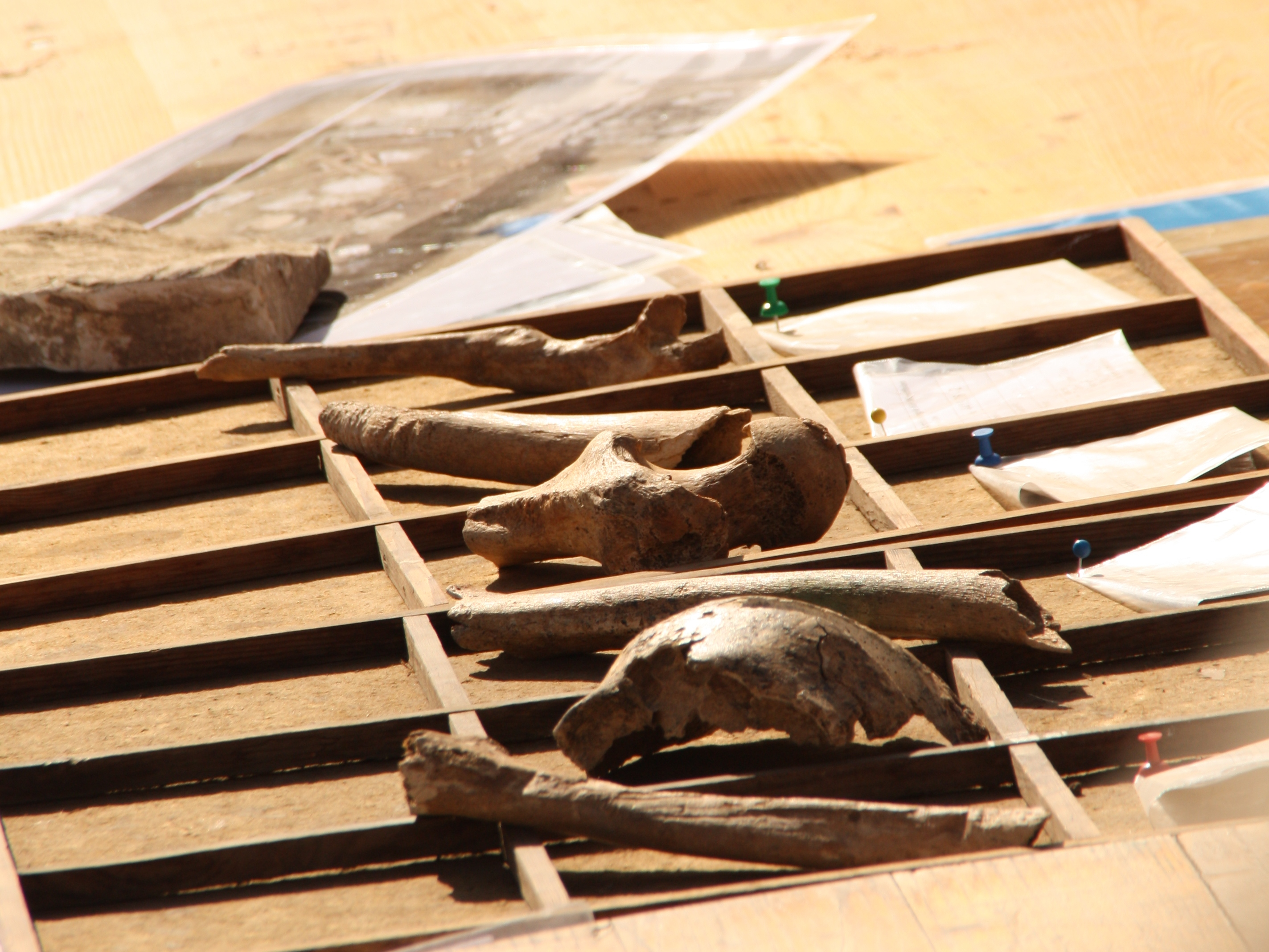
Knochenstücke aus einem Jungsteinzeitgrab

## Das Galeriegrab von Erwitte-Schmerlecke I
Das heute nicht mehr obertägig sichtbare megalithische Grab lag westlich von Schmerlecke auf dem höchsten Punkt der Feldflur „Hunnenbrink“. Es gehört zu der sogenannten „Soester Gruppe“ der hessisch-westfälischen Megalithik und liegt am nördlichen Rand des Verbreitungsgebiets der Wartberg-Kultur, der es aufgrund der Funde und der Bauweise auch zugeschrieben werden kann. Die Nutzungszeit konnte auf 3500 bzw. 3400 bis 2900 v. Chr. bestimmt werden.
Erstmals entdeckt wurde die Anlage bereits 1880. Zum damaligen Zeitpunkt wurden große Teile des Grabes aufgedeckt und der Großteil der zum Bau verwendeten Kalksteinplatten entfernt oder zertrümmert. Eine genaue Lokalisierung war lange Zeit nicht möglich, bis 2006 und 2007 geophysikalische Messungen sowie Surveys zur Wiederentdeckung des Grabes führten. Zum damaligen Zeitpunkt wurde die Anlage allerdings noch nicht mit dem 1880 zerstörten Monument gleichgesetzt, sondern für ein neues Grab III gehalten. In den folgenden, langwierigen Ausgrabungen konnte dieser Irrtum jedoch ausgeräumt werden. Das in der Literatur teilweise erwähnte Grab III muss also mit Grab I gleichgesetzt werden.
Die Reste des Galeriegrabs wurden zwischen 2008 und 2013 im Rahmen des Schwerpunktprogramms „Frühe Monumentalität und soziale Differenzierung“ der Deutschen Forschungsgemeinschaft ausgegraben.

## Das Galeriegrab von Erwitte-Schmerlecke II
Das heute nicht mehr obertägig sichtbare megalithische Grab lag westlich von Schmerlecke in der Feldflur „Hunnenbrink“, nur wenige Meter nordöstlich von Grab I. Es gehört somit ebenfalls zur sogenannten „Soester Gruppe“ der hessisch-westfälischen Megalithik und wurde gleichfalls von Trägern der Wartberg-Kultur errichtet. Die Nutzungszeit konnte auf 3500 bzw. 3400 bis 2900 v. Chr. bestimmt werden. Somit waren beide Gräber der Nekropole gleichzeitig in Benutzung.
Erstmals entdeckt und in kleinen Teilen ausgegraben wurde die Anlage im Jahre 1953. Da ihre genaue Lage zu diesem Zeitpunkt allerdings nicht vermerkt wurde, geriet sie in Vergessenheit. Zur Wiederentdeckung führten schließlich geophysikalische Messungen und Begehungen in den Jahren 2006 und 2007.
Trotz der intensiven ackerbaulichen Nutzung des Areals waren die Reste des Galeriegrabs deutlich besser erhalten, als die des benachbarten Grabes I. Sie wurden zwischen 2008 und 2013 im Rahmen des Schwerpunktprogramms „Frühe Monumentalität und soziale Differenzierung“ der Deutschen Forschungsgemeinschaft ausgegraben.

## Belege
1. ↑  Vera Brieske/Lea Kopner: Galeriegräber der Soester Gruppe: Etappen der Europäischen Kulturstrasse(sic!) Megalithic Routes. In: Soester Zeitschrift, Heft 134, S. 9–18; vgl. auch Blog der Altertumskommission des LWL mit Hinweisen zum Aufbau der Route (Seite nicht mehr abrufbar, festgestellt im März 2025. Suche in Webarchiven)  Info: Der Link wurde automatisch als defekt markiert. Bitte prüfe den Link gemäß Anleitung und entferne dann diesen Hinweis., abgerufen am 11. Dezember 2023
2. ↑  Das Galeriegrab von Erwitte-Schmerlecke I. Altertumskommission für Westfalen, abgerufen am 27. Juli 2025.
3. ↑  Das Galeriegrab von Erwitte-Schmerlecke II. Altertumskommission für Westfalen, abgerufen am 27. Juli 2025.